# Sørvágsfjørður

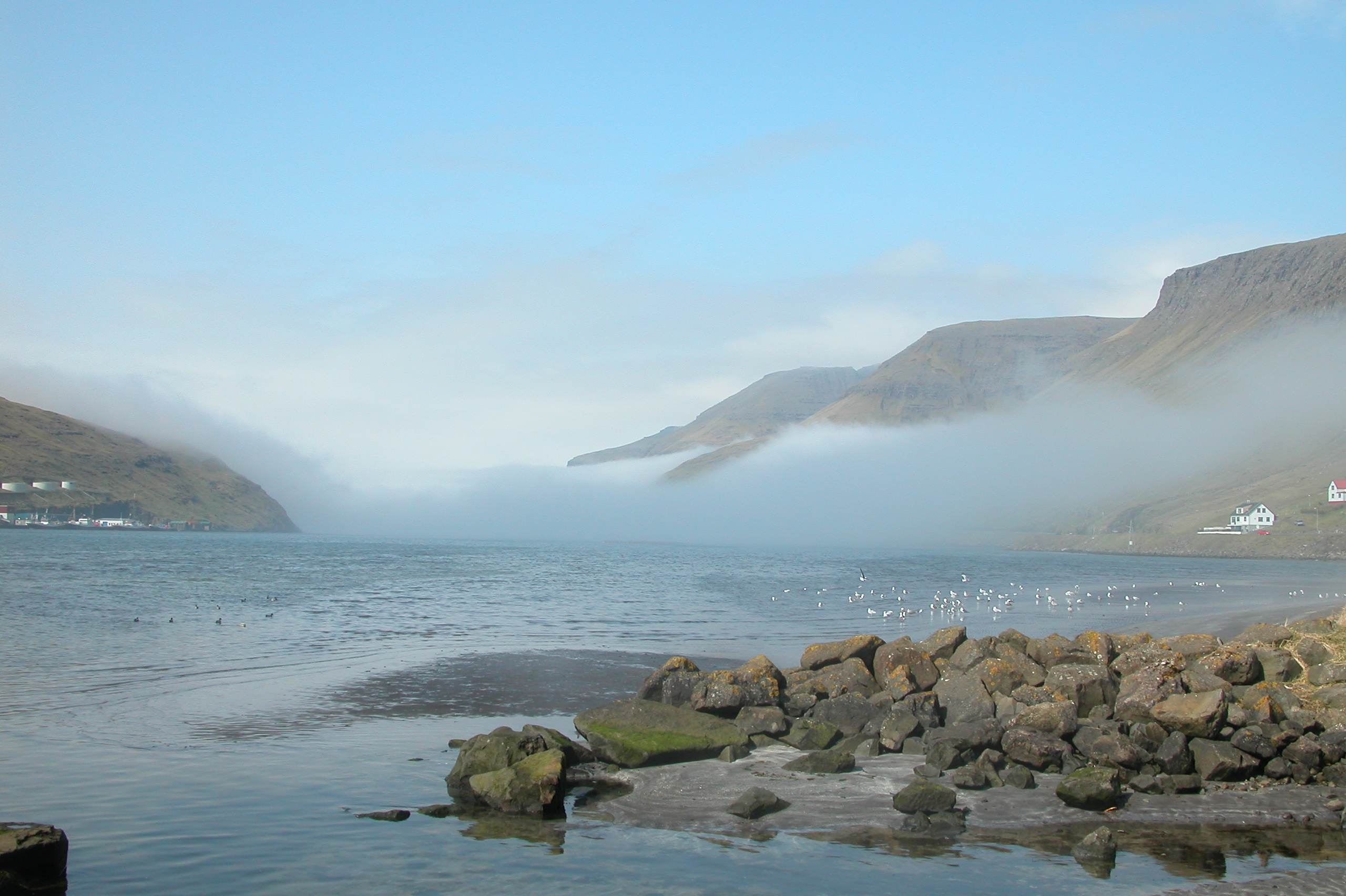
Sørvágur, Islas Faroe.

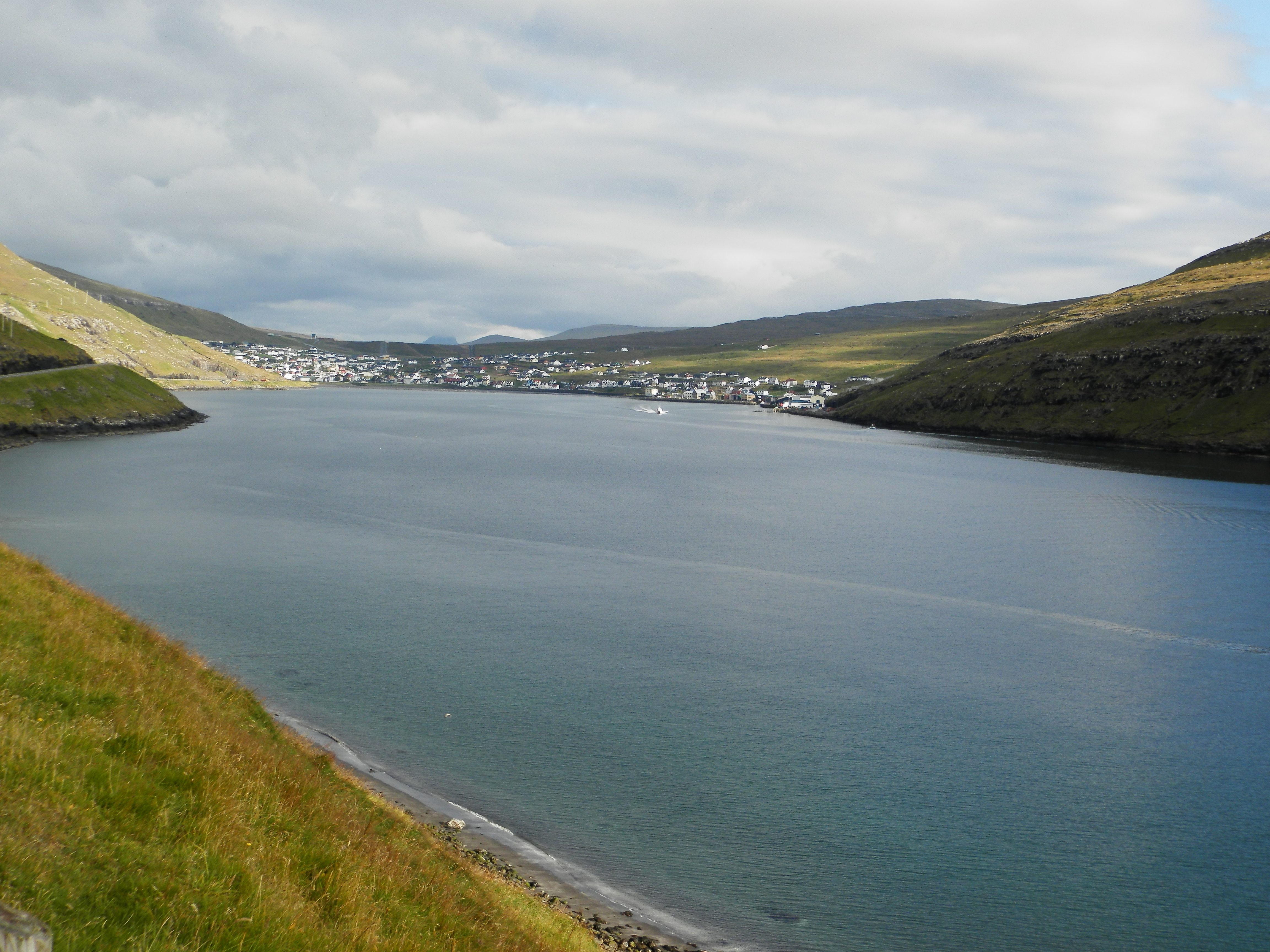
Sørvágsfjørður y Sørvágur.

Sørvágsfjørður es un fiordo que se localiza al oeste de la isla de Vágar en las Islas Faroe que mide aproximadamente 3.5 km de largo.
Al final del fiordo se sitúa un pequeño pueblo, Sørvágur. Al norte el fiordo se sitúa otro pueblo llamado Bøur. Al sur del fiordo yace Tindhólmur flanqueado por Drangarnir y Gáshólmur. En el medio está Skerhólmur. Durante la Segunda Guerra Mundial muchos soldados británicos se ampararon en Sørvágur.